# Dalton (cráter)

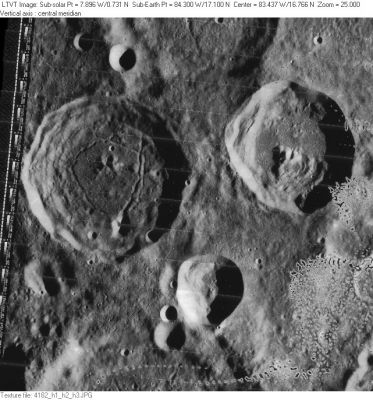
Fotografía de la misión Lunar Orbiter 4

Dalton es un cráter de impacto que se encuentra cerca de la extremidad occidental de la cara visible de la Luna. Se inserta en el borde oriental de la llanura amurallada del cráter Einstein, con el cráter Balboa al norte y con Vasco da Gama hacia el sur. El borde de este cráter no está muy erosionado, y sus paredes interiores presentan aterrazamientos. El suelo interior presenta un sistema de grietas superficiales que son generalmente concéntricas con la pared interior. Se localiza un pequeño cráter cerca del lado sur de la pared interior, y otro en la cara norte del pequeño pico central.
|  |